# Annales maximi
Die Annales maximi („umfangreichste Jahrbücher“) waren eine 80 Bücher (d. h. Papyrus-Rollen) umfassende Sammlung jährlich aufgestellter Pontifikaltafeln, die wahrscheinlich während der etwa von 130 bis 115 v. Chr. währenden Amtszeit des Pontifex Maximus Publius Mucius Scaevola herausgegeben wurde.
Nach altem, schon während der früheren Römischen Republik geübtem Brauch wurde alljährlich vor der Regia, dem Amtsgebäude des Pontifex Maximus, eine geweißte, d. h. mit Gips überzogene Holztafel aufgestellt, die Aufzeichnungen der bedeutenderen Vorkommnisse des betreffenden Jahres enthielt. Zum Inhalt der Eintragungen gehörten u. a. Angaben über Sonnen- und Mondfinsternisse, Teuerungen, Sühnung von Seuchen, Prodigien, Tempelweihungen und wohl auch Koloniegründungen, Listen höherer Magistrate und Kriege. Die Pontifikaltafeln, die eine bedeutende Materialsammlung für die ältesten römischen Geschichtsschreiber darstellten, wurden archiviert. Wann die Pontifices mit den jährlichen Aufzeichnungen begannen, ist unbekannt, doch seien die ältesten Tafeln bei der Eroberung und Brandschatzung Roms durch die Kelten (um 386 v. Chr.) nach dem Zeugnis des Livius verlorengegangen.
Publius Mucius Scaevola beendete die nun wohl wegen des Erscheinens umfangreicher historischer Werke als nicht mehr notwendig empfundene Tradition der jährlichen Aufstellung von Pontifikaltafeln. Nach der Meinung vieler Althistoriker ließ er auch den Gesamtinhalt der Tafeln in einer großen Publikation in 80 Büchern als Annales maximi veröffentlichen. Diese umfangreiche Priesterchronik hatte laut Cicero einen sehr trockenen und nüchternen Stil. Manche Forscher vertreten hingegen die Ansicht, dass die Herausgabe der Annales maximi erst in der frühen Kaiserzeit, eventuell unter Augustus, stattfand.